# Марђинени (Алба)
Марђинени (рум. Mărgineni) насеље је у Румунији у округу Алба у општини Салиштеа. Oпштина се налази на надморској висини од 324 m.

## Историја
Према државном шематизму православног клира Угарске 1846. године у месту Чора живело је 139 православних породица. Парохији је припадала и парохијска филијала Тартарија. Православни парох тада је био поп Никола Бенце млађи, којем је помагао капелан поп Георгије Поповић алиас Раду.

## Становништво
Према подацима из 2002. године у насељу је живело 77 становника, од којих су сви румунске националности.